# Orange Walk Town
Orange Walk är en distriktshuvudort i  Belize.   Den ligger i distriktet Orange Walk, i den norra delen av landet, 90 km norr om huvudstaden Belmopan. Orange Walk ligger 16 meter över havet och antalet invånare är 15 298.
Terrängen runt Orange Walk är mycket platt. Orange Walk är det största samhället i trakten.
Omgivningarna runt Orange Walk är en mosaik av jordbruksmark och naturlig växtlighet. Runt Orange Walk är det glesbefolkat, med 8 invånare per kvadratkilometer.